# Crocothemis sanguinolenta
Crocothemis sanguinolenta ist eine mittelgroße Libellenart aus der Unterfamilie Sympetrinae. Sie wurde 1839 durch Burmeister als Libellula sanguinolenta beschrieben. Die Art kommt in Afrika und auf der Arabischen Halbinsel vor.

## Merkmale
Crocothemis sanguinolenta erreicht eine Körperlänge zwischen 35 und 37 Millimetern. Die Männchen sind rötlich, die Weibchen tendieren eher ins gelbliche. Mit dem Alter dunkeln die Weibchen nach. Der Hinterleib (Abdomen) wirkt gedrängt, ist aber nicht sehr breit und besitzt einen unscharfen schwärzlichen Strich auf der Oberseite. Der Synthorax ist dunkelpurpurn bis bräunlich rot. Auf der Schulter finden sich hellere und dunkle Striche.
Das Gesicht ist rötlich, wobei das Labrum und der Anteclypeus leicht orange angehaucht sind. Der Postclypeus ist rot, genau wie die Vorderseite der Stirn. Auf der Oberseite der Stirn wird der Rotton dumpfer und nimmt den Farbton des Vertex an. Die Komplexaugen sind stumpf purpurn und besitzen an der Hinterseite eine blaue Linie.
Die Hinterflügel messen zwischen 27 und 28 Millimetern. Bei den Männchen findet sich am Ansatz beider Flügelpaare ein scharlachroter bis bernsteinfarbener Fleck, der auf den Hinterflügeln deutlich ausgeprägter ist. Bei den Weibchen ist die Farbgebung dieser Basalflecken schwächer und sie sind insgesamt kleiner. Sonst sind die Flügel durchsichtig. Das Flügelmal (Pterostigma) ist gelblich bis rötlich braun und misst etwas über drei Millimeter.

## Lebensraum und -weise
Die Art lebt sowohl an fließenden wie auch an stehenden, steinigen Gewässern in sonst offenem Gelände. Auf Beute lauert sie dabei meist auf Steinen und nur selten auf Vegetation.